# Bicellaria hyalipennis
Bicellaria hyalipennis är en tvåvingeart som först beskrevs av Stephens 1829.  Bicellaria hyalipennis ingår i släktet Bicellaria och familjen puckeldansflugor. Inga underarter finns listade i Catalogue of Life.